# Авантуре Ајкула-дечака и Лава-девојчице
Авантуре Ајкула-дечака и Лава-девојчице (енгл. The Adventures of Sharkboy and Lavagirl) амерички је суперхеројски филм из 2005. године. Режију потписује Роберт Родригез, по сценарију који је написао с Марселом Родригезом. Главне улоге тумаче Кејден Бојд, Тејлор Лаутнер и Тејлор Дули. Користи анаглифну 3D технологију, сличну оној која је коришћена у филму Деца шпијуни 3-D: Игра је готова (2003).
Добио је негативне рецензије критичара, који су критиковали сценарио и лош 3D, док су визуелни аспекти и глумачка постава добили неке похвале. Такође је остварио финансијски неуспех, зарадивши укупно 72 милиона долара у односу на буџет од 50 милиона. Године 2020. приказан је филм We Can Be Heroes у ком се појављују Ајкула-дечак у Лава-девојчица.

## Радња
Сви су знали да је Макс одувек имао бујну машту, али нико није могао да верује да су његове најлуђе маштарије — дечак којег су одгајали велики бели морски пси и девојчица са снагом вулкана — заправо стварне. Сад ће то двоје малих јунака показати Максу да чак и обично дете може бити посебно.

## Улоге
| Глумац         | Улога          |
| -------------- | -------------- |
| Кејден Бојд    | Макс           |
| Тејлор Лаутнер | Ајкула-дечак   |
| Тејлор Дули    | Лава-девојчица |
| Дејвид Аркет   | Максов отац    |
| Кристин Дејвис | Максова мајка  |
| Саша Питерс    | Мариса         |